# إليزابيتا بريزيوزا
إليزابيتا بريزيوزا (مواليد 21 سبتمبر 1993) هي لاعبة جمباز فنية إيطالية مثلت بلدها في دورة الألعاب الأولمبية الصيفية 2012 في سجلت جولة التأهيلية مجموع 13،733 نقطة في حدث القفز ومجموع 13،266 نقطة على عارضة التوازن ومجموع 13،300 نقطة في حركات الأرضية لمساعدة الفريق الإيطالي في التأهل لنهائي الفريق. في نهائي الفريق ، ساهمت في مجموع نقاط توازن بلغ 12833 نقطة نحو حصول الفريق الإيطالي على المركز السابع.

## روابط خارجية
- Elisabetta Preziosa في الاتحاد الدولي للجمباز

- إليزابيتا بريزيوزا في اللجنة الأولمبية الدولية